# 可居岛
可居岛（：／ Gageo do */?）旧称嘉佳岛或可佳岛（韓語：가가도），是韩国西南部海域中的一座岛屿，木浦市西南方145公里处，面积9.18平方千米，海岸线长度达22公里，海岸多岩石。